# Leonberg
Leonberg är en stad i Landkreis Böblingen i regionen Stuttgart i Regierungsbezirk Stuttgart i förbundslandet Baden-Württemberg i Tyskland, omkring 16 kilometer väster om delstatshuvudstaden Stuttgart. Det bor omkring 50 000 personer i Leonberg .

## Kända personer från Leonberg
- Friedrich von Schelling, filosof
- Otto Baum, bildhuggare
- Bernd Riexinger, politiker (Die Linke)